# WASP-18
WASP-18 — звезда в созвездии Феникса на расстоянии около 326 световых лет от Солнца. Вокруг звезды обращается, как минимум, одна планета.

## Характеристики
Звезда принадлежит к классу жёлто-белых субгигантов либо карликов главной последовательности. Масса и радиус WASP-18 равны 1,25 и 1,21 солнечных соответственно. Возраст звезды оценивается приблизительно в половину—полтора миллиарда лет.

## Планетная система
В 2009 году команда астрономов, работающих с телескопом SuperWASP, анонсировала открытие планеты WASP-18 b. При её обнаружении был использован транзитный метод. Планета обращается очень близко к родительской звезде — на расстоянии всего 0.02 а. е. (примерно 3 млн километров). Один оборот вокруг звезды она делает за 0,9 суток. Судя по размерам, массе и близкому нахождению планеты к родительской звезде, её можно отнести к классу горячих юпитеров.